# Chow-chow (culinária)

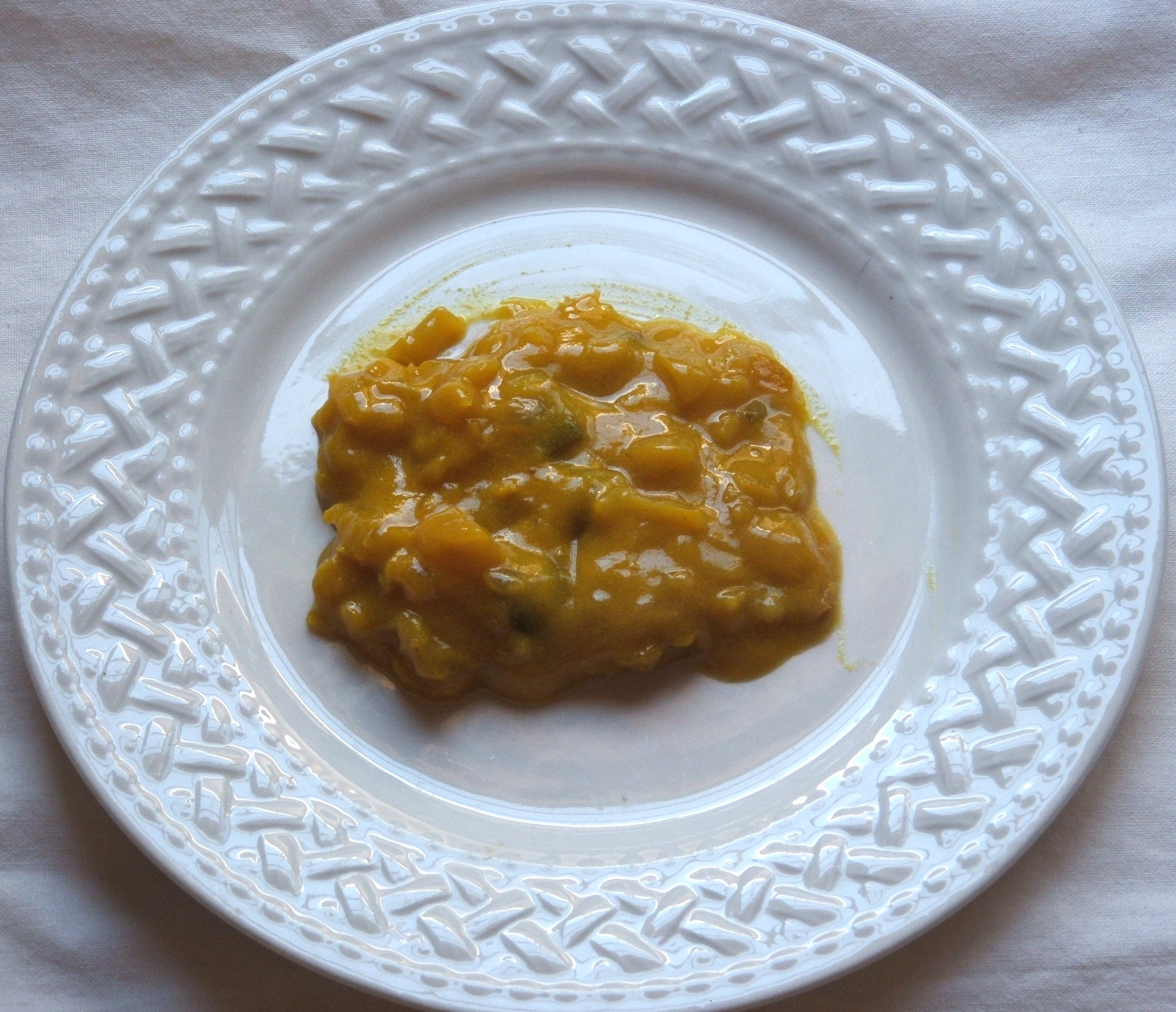
Chow-chow

Chow-chow é uma conserva de vegetais cozidos em vinagre e outros condimentos, normalmente guardada em frascos, como os picles e servida fria, típica da culinária do sul dos Estados Unidos. 

## História
Conhecem-se receitas de chow-chow desde 1770, dum livro de receitas de Harriet Pinckney Horry da Carolina do Sul mas, de acordo com o livro “Southern Food” (1993), o nome deste condimento pode ter sido introduzido na década de 1840 por imigrantes chineses, a partir da palavra “cha” que em mandarim significa “mistura” (ver arroz chau chau). Outras fontes (não indicadas) colocam esta expressão como originária do francês “chou”, que significa “couve”, o que suporta a teoria de que este condimento teria tido origem na Acadie (parte oriental do Canadá) e, com a expulsão dos acadiens, se tornou popular no sul dos Estados Unidos; esta teoria também suporta a palavra “relish”, usada nos EUA para vários tipos de picles, eventualmente proveniente de “reles”, uma palavra do francês antigo que significava “resto” e que, supostamente teria chegado à América nos finais do século XVIII. 

## Preparação
Tomate verde (ou “tomatillo”) ou vermelho, cortados em pedacinhos, repolho ralado, mostarda em pó ou em sementes, cebola, pimenta e vinagre; opcionalmente pepino, aipo ou sementes de aipo, cenoura, feijão, espargo, milho em grão e couve-flor. 
Uma receita designada “Southern Sweet Chow-Chow Relish” inclui repolho ralado (como para “coleslaw”), cebola picada e pimentos verdes ou vermelhos, que se temperam com bastante sal e se deixam a marinar na geleira durante algumas horas; esta é um preparação semelhante ao kimchi da Coreia, que permite que se elimine o excesso de água dos vegetais. Numa panela, aquecem-se em lume brando vinagre em quantidade suficiente para cobrir os vegetais depois de escorridos, açúcar, mostarda, açafrão-indiano e gengibre moídos, sementes de aipo e de mostarda. Depois de juntar os vegetais e deixar levantar fervura, coloca-se o chow-chow em frascos bem fechados. 